# Schäftersheim
Schäftersheim ist ein Stadtteil von Weikersheim im Main-Tauber-Kreis in Baden-Württemberg.

## Geographie

### Geographische Lage
Zur Gemarkung der ehemaligen Gemeinde Schäftersheim gehören das Dorf Schäftersheim (⊙) und das im Juli 1992 abgebrannte Gehöft Scheinhardtsmühle (⊙) sowie die abgegangene Ortschaft Hohenloch (angeblich). Der kleine Ort Schäftersheim liegt mitten im Taubertal, das landschaftlich durch Weinberge und Seitentäler geprägt ist. In Schäftersheim fließt der Nassauer Bach in die Tauber. Schäftersheim liegt im äußersten Nordosten von Baden-Württemberg, direkt an der Grenze zu Bayern rund 35 km südlich von Würzburg. Direkt durch Schäftersheim führt die Romantische Straße.

### Nachbarorte
Schäftersheim grenzt an folgende Orte oder Gemeinden: Weikersheim, Neuses, Louisgarde, Nassau, Strüth, Tauberrettersheim und Queckbronn.

## Geschichte
Im Zuge der Gemeindegebietsreform in Baden-Württemberg wurden am 1. Januar 1972 die bis dahin selbstständigen Gemeinden Schäftersheim und Queckbronn in die Stadt Weikersheim eingegliedert.

### Einwohnerentwicklung
Die Bevölkerung von Schäftersheim entwickelte sich wie folgt:
| Jahr | Bevölkerung |
| ---- | ----------- |
| 1961 | 659         |
| 1970 | 685         |

## Politik
Die Blasonierung des Schäftersheimer Wappens lautet: In Rot der goldene Großbuchstabe S, beiderseits begleitet von je einem sechsstrahligen goldenen Stern.

## Religion
Die Bürger Schäftersheims sind überwiegend evangelisch. Die Kirchengemeinde Schäftersheim ist der Württembergischen Landeskirche zugeordnet. Sie gehört zur Evangelischen Verbundkirchengemeinde Schäftersheim-Elpersheim-Markelsheim-Nassau, die vom Pfarramt Schäftersheim betreut wird.

## Kultur und Sehenswürdigkeiten

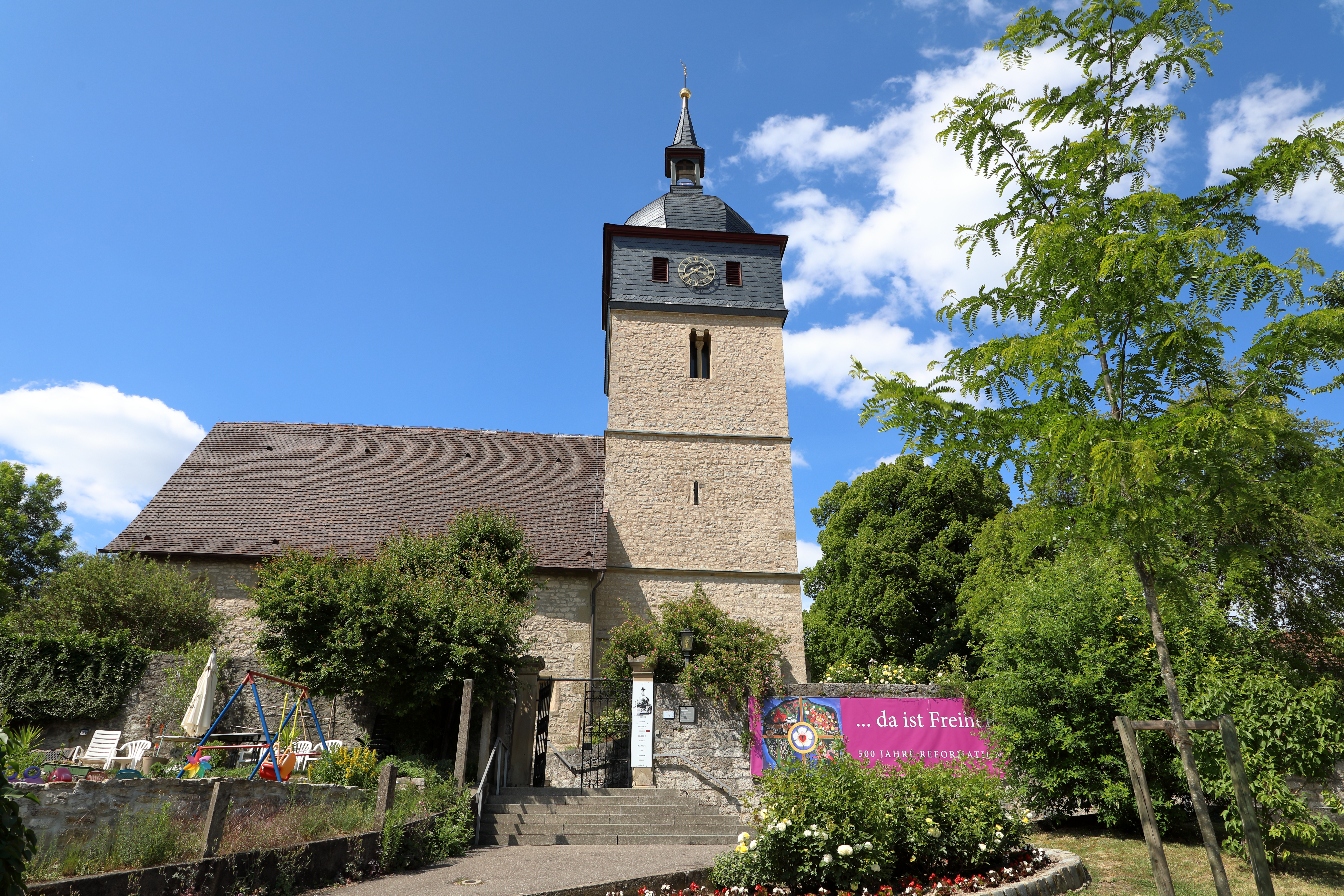
Die Evangelische Pfarrkirche (ehem. St. Nikolaus)

### Bauwerke und Baudenkmale

#### Wehrkirche St. Nikolaus
Im Ort befindet sich die evangelische Wehrkirche St. Nikolaus. Es handelt sich um eine Chorturmkirche mit spätromanischem Turm. Im Kircheninneren befinden sich mittelalterliche Wandmalereien.

#### Prämonstratenserinnenkloster Schäftersheim

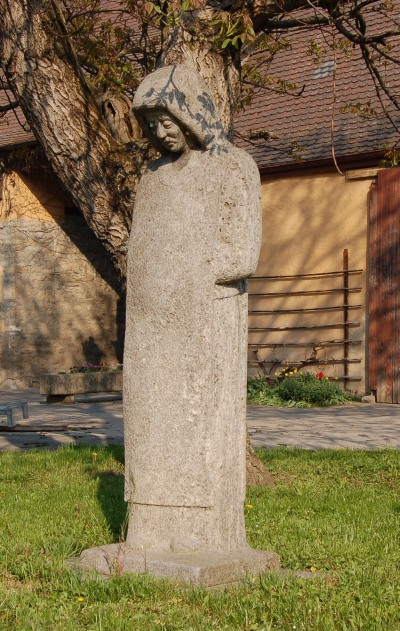
Schäftersheimer Nonne als Erinnerung an das Kloster

Das Prämonstratenserinnenkloster Schäftersheim wurde zwischen 1164 und 1167 von Herzog Friedrich von Rothenburg in Konkurrenz zu dem von Barbarossa bevogteten Kloster Lochgarten gegründet und 1543 von den Hohenlohe aufgelöst. 1553 starben die letzten Nonnen. Ab 1555 bis 1590 wurden die letzten Gebäude, darunter eine Klosterkapelle, abgerissen. Die heutigen Gebäude erinnern nur noch in ihrer quadratischen Form an das Kloster. Sie werden als Wohn- und Büroräume sowie als Vereinsheim genutzt. Auch eine Heckenwirtschaft ist im Seitenteil des ehemaligen Klosters zu finden.
Vor der Heckenwirtschaft Klosterscheuer steht eine kleine steinerne Nonne genau an der Stelle, an der man den Chorraum der Klosterkirche vermutet.

### Rad- und Wanderwege
Schäftersheim liegt am Taubertalradweg. In Schäftersheim besteht ein Anschluss an den Gaubahn-Radweg.

#### Sternwarte Weikersheim
Die Sternwarte Weikersheim steht direkt zwischen Weikersheim und Schäftersheim auf dem Karlsberg. Der Planetenweg, ein Wanderweg mit maßstabsgetreuem Sonnensystem, verläuft von der Verbindungsstraße Schäftersheim–Weikersheim bis nach Niederrimbach.

### Theater
In Schäftersheim ist die Amateurtheatergruppe Doredräwer beheimatet.

## Wirtschaft und Infrastruktur
Die Wirtschaft hat eher einen dörflichen/ländlichen Charakter und ist stark von der Landwirtschaft geprägt. Trotzdem gibt es in Schäftersheim viele Handwerker, Selbstständige und auch kleine Unternehmen, die Arbeitsplätze zur Verfügung stellen. Das Überlandwerk Schäftersheim nimmt in der ganzen Region eine führende Stellung ein, was die Lieferung von Gas und Strom an private Haushalte und Firmen betrifft.

### Verkehr
Schäftersheim ist aus nördlicher Richtung über die L 1001 (im Ortsbereich als Würzburger Straße bezeichnet) zu erreichen, aus östlicher Richtung über die L 2251, aus südlicher Richtung über die L 1001/2251 (im Ortsbereich als An der Romantischen Straße und als Klosterhof bezeichnet) und aus westlicher Richtung über die K 2848.

### Gaubahn
Die Gaubahn wurde für die Beförderung von landwirtschaftlichen Gütern und Personen genutzt. Das Bahnhofsgebäude steht noch heute, ist aber in privater Hand und ein Wohnraum. Früher stand an der Stelle des Baugebiets "Romantische Straße Süd" eine große Zuckerrübenverladerampe, von wo die Bauern die Zuckerrüben direkt zur Weiterverarbeitung in der Zuckerfabrik Ochsenfurt in die Eisenbahnwaggons kippen konnten. Die Schienenstrecke wurde stillgelegt und dient heute als Bahntrassenradweg.

### Weinbau
Schäftersheim liegt im Weinbaugebiet Württemberg und ist der nördlichste Einstieg in die Württembergische Weinstraße. In Schäftersheim werden verschiedene Sorten Wein angebaut. Die Ernte wird in der Winzergenossenschaft Markelsheim ausgebaut und abgefüllt. Es gibt aber auch in Schäftersheim Weinbauern, die ihren Wein selbst ausbauen und abfüllen. Die bevorzugte Weinbaulage in Schäftersheim ist der Klosterberg. Typische Rebsorten sind Kerner und Tauberschwarz.